# Цеслар, Адам
Адам Цеслар (пол. Adam Cieślar; 18 декабря 1992 года, Цешин, Польша) — польский двоеборец, участник зимних Олимпийских игр 2014 года, участник двух чемпионатов мира, четырёхкратный чемпион зимних Универсиад.

## Спортивная биография
В начале спортивной карьеры Цеслар выступал на соревнованиях FIS в прыжках с трамплина, но затем перешёл в лыжное двоеборье. Пять раз Цеслар принимал участие в юниорских чемпионатах мира, но наивысшим результатом для молодого поляка было 5-е место в командных соревнованиях в 2010 году и 7-е место, дважды завоёванное в индивидуальных гонках в 2010 и 2012 годах. В 2011 году Цеслар дебютировал на взрослом чемпионате мира в норвежском Осло. В прыжках с нормального трамплина и гонке на 10 км Адам показал 42-й результат, а в прыжках с большого трамплина и гонке на 10 км остался на 46-м месте. В 2009 году Цеслар дебютировал в Кубке мира, выступив на этапе в норвежском Викерсунде. Цеслар является постоянным участником этапов мирового Кубка, и четырежды ему удавалось попасть в очковую зону. Цеслар является четырёхкратным чемпионом и серебряным медалистом зимних Универсиад.
В 2014 году Адам Цеслар дебютировал на зимних Олимпийских играх в Сочи. В прыжках с нормального трамплина поляк показал 42-й результат. В лыжной гонке Цеслар сумел немного выправить своё положение, показав по итогам дистанции 35-е время, что позволило ему подняться в общем зачёте на 39-е место. В прыжках с большого трамплина и гонке на 10 км Адам не слишком удачно выполнил зачётную попытку в прыжках, что позволило ему занять лишь предварительное 32-е место, а после лыжной гонки Цеслар уступил несколько позиций, заняв итоговое 37-е место.